# ジョージ・アルトマン
ジョージ・リー・アルトマン（George Lee Altman , 1933年3月20日 - ）は、アメリカ合衆国ノースカロライナ州ゴールズボロ出身の元プロ野球選手（外野手、一塁手）。
メジャーリーグベースボール（以下：MLB）では「ビッグ・ジョージ」、日本プロ野球（以下：NPB）では190cm以上の風貌と積極的なチャリティー活動から「足長おじさん」の愛称で親しまれた。

## 経歴
ナッシュビルの歴史的黒人大学であるテネシー州立大学では野球の他にバスケットボールもしていた。
1955年にニグロリーグのカンザスシティ・モナークスで3ヶ月間プレーし、伝説的な監督であるバック・オニールの推薦により、シカゴ・カブスと契約。1959年4月11日にメジャーデビューを果たすと、すぐに主力選手として活躍。1961年にはオールスターゲームに初出場を果たし、7月11日の第1戦（キャンドルスティック）で8回に代打でマイク・フォーニレスから初打席本塁打を記録。1963年にはセントルイス・カージナルスに移籍し、1964年にはニューヨーク・メッツには移籍し共に1年だけプレー。1965年には古巣・カブスへ復帰するが、1966年は控えの外野手となり、1967年には3A降格を経験。カブスではアーニー・バンクスの後の5番を打って記録を援護したほか、ロン・サントやドン・ジマーとチームメイトであった。カージナルスではスタン・ミュージアル、ケン・ボイヤーと打線を組んだ。レッズ戦とジャイアンツ戦に強く、ドジャースの誇るドン・ドライスデール、サンディ・コーファックスの左右のエース、カージナルスの闘将ボブ・ギブソン、最高の左腕と言われたウォーレン・スパーン、ジャイアンツのホアン・マリシャル、ゲイロード・ペリーにジム・バニングと7人の殿堂入り投手から本塁打を放った。MLB9年間で記録した安打は832本で、打率.269、101本塁打、403打点と一流の成績を残した。
1968年にNPBの東京オリオンズに入団。アルトマンは日本で成功するために武道のトレーニングをすると、マウイキャンプ初日に行われた最初のフリー打撃では別メニューの野手もしばし手を休め、投手陣がわざわざブルペンからメイングラウンドに集まってきた。チームメイトの視線も気にはなったが、しきりにバットの先端を見つめながら、なんとなくしっくりこないといった表情であった。それでも打撃投手が投げた初球を軽く叩くと、打球は右中間のフェンスを直撃した。選手からは「オーッ」というどよめきが上がり、2球目は一、二塁間を真っ二つし、5球目にはついに打球は右翼フェンスを越えた。次々に外野の間を抜け、フェンスオーバーをする打球に若手は見とれて言葉も出ず、ベテランの小山正明は「こりゃ、たまらんわ。味方で良かった」と声を上げた。球界の名投手のひと言でアルトマンの立場は決まった。41球を打って柵越え10本で、オリオンズナインは早くも尊敬の眼差しが注いだが、アルトマン自身は首を捻るばかりで「ちょっと疲れた」と言ってバットを置いた。実は、自前のバットがサンフランシスコからハワイに届いておらず、井石礼司のバットを借りて打席に立った。アルトマンのバットは約93cmという長さであったが、井石のバットは84cm程度の日本人選手としては標準的なものであった。バットを振った感触、ミートポイントが違い、アルトマンは調整するのに四苦八苦した。打球は飛んでいるが、打撃投手の素直なボールに対応できただけのことであり、自身のベストのポイントで打てたボールはほとんどなかった。アルトマンの疲れは体力的にではなく、完全に気疲れであった。愛用のバットが届くとアルトマンはさらに本領発揮し、NPB1年目の同年にいきなり元メジャーリーガーの実力を見せつけ、4番・左翼手として打率.320、34本塁打、100打点の好成績を挙げる。慣れない日本の地で超一流打者の証明とも言える3割30本100打点を達成し、打点王とベストナインに輝いた。選球眼が良い上に、対戦した投手のことは細大漏らさずノートにメモし、次の打席に生かした。自分から進んで教えることはなかったが、聞かれれば的確なアドバイスをし、若い選手には打席での考え方も伝授した。アルトマンは日頃の姿勢でオリオンズナインに影響を与え、バット以外の貢献度も飛び抜けていた。
1969年は打率が低迷するも、1970年・1971年には2年連続ベストナインに輝き、1970年には10年ぶりのリーグ優勝に貢献。同年の日本シリーズではシリーズ5連覇中の巨人と対戦するが、アルトマンは勝負を避けられる。10月27日の第1戦（後楽園）は投手戦になったこともあり、徹底してアルトマンを歩かせようとした。あろうことか5打席中4打席が四球で、うち3打席は敬遠であった。5打席目でようやく放ったレフトフライも、アルトマンがボールを無理して打ちに行った結果であり、巨人は作戦が功を奏し、延長戦の末に1-0でサヨナラ勝ち。対するロッテは第2戦以降もリズムを掴めず、3連敗で窮地に追い込まれる。アルトマンの1試合4四球は、当然のように日本シリーズ新記録であり、1試合3敬遠もまた新記録であった。11月1日の第4戦（東京）を勝って粘りを見せ、翌11月2日の第5戦（東京）は、ロッテの先発・小山の好投で2-2のまま7回表に進んだ。ロッテは小山から木樽正明につないだが、巨人は木樽を攻め、ランナーを1塁に置いて、森昌彦が左翼線へのフライを打ち上げた。左翼のアルトマンと遊撃手の飯塚佳寛が追うちょうど真ん中に打球は飛んでいき、打球を追った飯塚とアルトマンは疾走したまま衝突。197cmのアルトマンと衝突した172cmの飯塚は、その衝撃で倒れて意識を失ってしまった。打球は外野を転々としたが、アルトマンは打球を追わず、意識を失ってしまった飯塚を抱きかかえて必死に呼びかけ、介抱したのである。その間にランナーは生還して決勝点となる1点が入り、打った森も三塁に達したが、打球を追うのをやめてまで、倒れた飯塚を必死に介抱したアルトマンの姿は、多くの人々に巨人のシリーズ6連覇以上の強い感動を与えた。アルトマンは、目先の1点を失うことより、今後に影響を及ぼすかもしれないチームメイトの体を心配することを優先した。結果的にこの1点がロッテのシリーズ敗退を決定的なものにしたが、川上哲治監督は試合後にこのプレーを絶賛した。
1972年にはコーチ兼任となり、熱心で的確な指導は2年後の日本一に結び付いた。シーズン中盤からは一塁手として起用され、選手専任に戻った1973年にはジム・ラフィーバーの入団で、ポジションも左翼手に戻った。
1974年まで常に20本塁打以上を放ち、MLB時代以上に本塁打を量産。7年連続20本塁打以上という安定した打撃でロッテを強豪チームに押し上げていき、1974年には6月13日から6月23日まで6試合連続本塁打のパ・リーグタイ記録を樹立。NPB移籍以来最高の調子でシーズンを送ろうとし、高打率をキープして本塁打も打ちまくっていたが、アルトマンの腹部は異変をきたしていた。初期の大腸癌で、前年あたりから体が疲れやすく下血があったのである。最初は痔だと思っていたためにあまり気にもとめなかったが、下血はひどくなるばかりでいよいよ症状は悪化。その下血のひどさに貧血状態になるほどで、試合が終わると下着は血まみれになっていた。アルトマンはクリーニングに出さず自分で下着を洗い、優勝争いをしているチームのために病気を隠して必死のプレーを続けた。しかし、病状は悪化するばかりで、8月7日の南海後期3回戦（宮城）の試合中に気を失って倒れ、アルトマン自ら監督の金田正一に途中交代を申し出た。球団側に癌を患っていることを知られることとなり、シーズン途中ながら帰国して手術に踏み切った。手術は無事に成功したが、4年ぶりのリーグ優勝の輪に加わることができず、中日との日本シリーズにも出場できなかった。この年は85試合出場ながら打率.351、21本塁打を記録。アルトマンは癌を克服したものの、闘病生活の影響で体重が落ち、以前のように活躍できるかどうか未知数であった。ロッテはアルトマンの体調と1975年に42歳となる年齢を考え、契約年俸を低く抑えようとしたが、アルトマンとロッテの交渉は決裂。球団はチームを牽引したアルトマンに功労金なども用意せず、アルトマン曰く「メジャーリーグならグラウンドキーパーでももらえるトロフィーだけ」で解雇となったが、球界復帰のための練習を怠らなかった。金田は解雇の理由にアルトマンの体調面を挙げたが、実は監督就任時から不要論を唱えていた。
1975年に阪神タイガースの入団テストを受け、健康診断で何の問題もないことが分かって入団。遠井吾郎に代わり一塁手として起用され、同年4月6日の中日戦（ナゴヤ）では鈴木孝政から当時のセ・リーグ最年長の42歳0ヶ月での満塁本塁打を記録し、この試合では2番手の竹田和史からも本塁打を放って開幕2連勝に貢献。5月6日の中日戦（甲子園）では松本幸行から当時セ・リーグ最年長の42歳1ヶ月で三塁打を記録した 。勝負強いアルトマンが5番打者に入ることで、敬遠されることが少なくなった4番の田淵幸一はこの年、王貞治を抑えて本塁打王になった。42歳という年齢からくる視力の衰えは隠せず、同年は打率.274、12本塁打、57打点に終わり、この年限りで現役を引退。
NPBに在籍した外国人選手で初めて200本塁打を達成したが、通算1000安打にはあと15本足りなかった。NPB通算205本塁打は当時（1975年シーズン終了時）の外国人最多で、この記録は翌1976年に近鉄のクラレンス・ジョーンズに破られるが、アルトマンが帰国の際には在阪球団所属という縁もあって見送りに来てくれたジョーンズに「俺の記録は君が一日でも早く破ってくれ」と依願している。日本でも山田久志、東尾修、皆川睦男、米田哲也、鈴木啓示、梶本隆夫、稲尾和久の7人の殿堂入り投手から本塁打を放っている。
引退後はシカゴで大豆の相場師となった。癌も再発せず、現在はミズーリ州オファロン在住。

## 選手としての特徴
ネクストバッターズサークルで自分の打順を待つ際、バットを3本持ってガチャガチャ音をさせる癖があった。

## 人物
オリオンズ時代は渋谷に住み、地下鉄を乗り継いで南千住にあった東京スタジアムに通勤。読書をしながら約40分、ファンがサインを求めれば気軽に応じた。敬虔なるキリスト教徒として知られ、時折、気分転換に当時流行のゴーゴーバーに行って踊ることはあっても、酒・タバコなどの嗜好品は嗜まなかった。日曜、祝日にはデーゲームがあろうと教会での礼拝を怠らなかったほか、施設の子供が野球を楽しめるようにと東京スタジアムのシーズンシートを自腹で購入して招待し、シートは「アルトマン・シート」と名付けられた。
アルトマンの野球に対する姿勢は、それまでNPBに移籍してきたアメリカ人選手とは違って真面目そのものであった。きっちりとした服装で球場入りし、入念な練習を欠かさず、紳士的な態度とその全てが模範であり、オーナーの永田雅一でさえアルトマンを賞賛した。大差がついた試合展開であっても、全力でプレーし、凡打でも常に全力疾走を怠らなかった。その真摯な姿勢は、チームメイトだけでなく、相手チームの選手たちにも好感を持たれていたという。アルトマンは、何があってもチーム内で他人の悪口や不満を漏らすことがなかった。
服装のセンスに優れ、茶色と黒色を組み合わせたり、緑色や白色の服を着るなど、黒人特有の大胆な色の衣装を見事に着こなした。
公の場では理解していても滅多に日本語を使わず、アルトマンは「日本語が分かるとチームメイトが知れば、僕の前で何もしゃべらなくなるからね」と語った。
東京スタジアムのベンチでは醍醐猛夫と隣席で、アルトマンと小遣いを出し合って冷蔵庫を置き、醍醐は後に「試合後に火照った身体を癒すビールやコーラがおいしかった」と振り返っている。

## 詳細情報

### 年度別打撃成績
| 年 度    | 球 団       | 試 合 | 打 席 | 打 数 | 得 点 | 安 打 | 二 塁 打 | 三 塁 打 | 本 塁 打 | 塁 打 | 打 点 | 盗 塁 | 盗 塁 死 | 犠 打 | 犠 飛 | 四 球 | 敬 遠 | 死 球 | 三 振 | 併 殺 打 | 打 率 | 出 塁 率 | 長 打 率 | O P S |
| -------- | ----------- | ----- | ----- | ----- | ----- | ----- | -------- | -------- | -------- | ----- | ----- | ----- | -------- | ----- | ----- | ----- | ----- | ----- | ----- | -------- | ----- | -------- | -------- | ----- |
| 1959     | CHC         | 135   | 468   | 420   | 54    | 103   | 14       | 4        | 12       | 161   | 47    | 1     | 0        | 6     | 1     | 34    | 4     | 7     | 80    | 8        | .245  | .312     | .383     | .695  |
| 1960     | CHC         | 119   | 372   | 334   | 50    | 89    | 16       | 4        | 13       | 152   | 51    | 4     | 3        | 2     | 3     | 32    | 6     | 1     | 67    | 4        | .266  | .330     | .455     | .785  |
| 1961     | CHC         | 138   | 573   | 518   | 77    | 157   | 28       | 12       | 27       | 290   | 96    | 6     | 2        | 4     | 7     | 40    | 3     | 4     | 92    | 4        | .303  | .353     | .560     | .913  |
| 1962     | CHC         | 147   | 603   | 534   | 74    | 170   | 27       | 5        | 22       | 273   | 74    | 19    | 7        | 0     | 2     | 62    | 14    | 5     | 89    | 8        | .318  | .393     | .511     | .904  |
| 1963     | STL         | 135   | 521   | 464   | 62    | 127   | 18       | 7        | 9        | 186   | 47    | 13    | 4        | 2     | 6     | 47    | 2     | 2     | 93    | 7        | .274  | .339     | .401     | .740  |
| 1964     | NYM         | 124   | 445   | 422   | 48    | 97    | 14       | 1        | 9        | 140   | 47    | 4     | 2        | 2     | 2     | 18    | 4     | 1     | 70    | 8        | .230  | .262     | .332     | .594  |
| 1965     | CHC         | 90    | 216   | 196   | 24    | 46    | 7        | 1        | 4        | 67    | 23    | 3     | 2        | 1     | 0     | 19    | 2     | 0     | 36    | 1        | .235  | .302     | .342     | .644  |
| 1966     | CHC         | 88    | 201   | 185   | 19    | 41    | 6        | 0        | 5        | 62    | 17    | 2     | 2        | 2     | 0     | 14    | 3     | 0     | 37    | 3        | .222  | .276     | .335     | .612  |
| 1967     | CHC         | 15    | 20    | 18    | 1     | 2     | 2        | 0        | 0        | 4     | 1     | 0     | 0        | 0     | 0     | 2     | 0     | 0     | 8     | 0        | .111  | .200     | .222     | .422  |
| 1968     | 東京 ロッテ | 139   | 586   | 531   | 84    | 170   | 33       | 1        | 34       | 307   | 100   | 8     | 5        | 0     | 7     | 43    | 3     | 5     | 80    | 10       | .320  | .372     | .578     | .950  |
| 1969     | 東京 ロッテ | 129   | 500   | 457   | 65    | 123   | 25       | 2        | 21       | 215   | 82    | 9     | 1        | 0     | 7     | 33    | 2     | 3     | 64    | 8        | .269  | .318     | .470     | .788  |
| 1970     | 東京 ロッテ | 122   | 481   | 426   | 66    | 136   | 19       | 1        | 30       | 247   | 77    | 3     | 2        | 1     | 5     | 44    | 4     | 5     | 50    | 5        | .319  | .385     | .580     | .965  |
| 1971     | 東京 ロッテ | 114   | 435   | 388   | 56    | 124   | 15       | 2        | 39       | 260   | 103   | 2     | 2        | 1     | 6     | 38    | 15    | 2     | 53    | 5        | .320  | .378     | .670     | 1.048 |
| 1972     | 東京 ロッテ | 112   | 449   | 384   | 46    | 126   | 27       | 1        | 21       | 218   | 90    | 4     | 1        | 0     | 7     | 55    | 19    | 3     | 29    | 4        | .328  | .410     | .568     | .978  |
| 1973     | 東京 ロッテ | 120   | 433   | 365   | 54    | 112   | 17       | 1        | 27       | 212   | 80    | 4     | 5        | 1     | 3     | 62    | 12    | 2     | 30    | 7        | .307  | .407     | .581     | .988  |
| 1974     | 東京 ロッテ | 85    | 327   | 271   | 48    | 95    | 15       | 2        | 21       | 177   | 67    | 1     | 6        | 1     | 6     | 48    | 7     | 1     | 17    | 4        | .351  | .442     | .653     | 1.095 |
| 1975     | 阪神        | 114   | 397   | 361   | 33    | 99    | 12       | 1        | 12       | 149   | 57    | 0     | 2        | 0     | 4     | 30    | 2     | 2     | 37    | 7        | .274  | .330     | .413     | .743  |
| MLB：9年 | MLB：9年    | 991   | 3419  | 3091  | 409   | 832   | 132      | 34       | 101      | 1335  | 403   | 52    | 22       | 19    | 21    | 268   | 38    | 20    | 572   | 43       | .269  | .329     | .432     | .761  |
| NPB：8年 | NPB：8年    | 935   | 3608  | 3183  | 452   | 985   | 163      | 11       | 205      | 1785  | 656   | 31    | 24       | 4     | 45    | 353   | 64    | 23    | 360   | 50       | .309  | .378     | .561     | .938  |

- 各年度の太字はリーグ最高
- 東京（東京オリオンズ）は、1969年にロッテ（ロッテオリオンズ）に球団名を変更

### タイトル
NPB
- 打点王：1回 （1968年）
- 最多安打：1回 （1968年）  ※当時連盟表彰なし、1994年より表彰

### 表彰
NPB
- ベストナイン：3回 （1968年、1970年、1971年）

### 記録
MLB
- MLBオールスターゲーム選出：2回 （1961年、1962年）

NPB初記録
- 初出場・初先発出場：1968年4月6日、対東映フライヤーズ1回戦（後楽園球場）、4番左翼手で先発出場、4打数2安打
- 初本塁打：1968年4月21日、対阪急ブレーブス3回戦（東京スタジアム）、6回裏に石井茂雄から3ラン

NPBその他の記録
- 6試合連続本塁打（1974年6月13日 - 6月23日）
- オールスターゲーム出場：4回 （1970年、1971年、1973年、1974年）
- 首位打者未獲得での通算打率(3000打数以上での歴代最高、2021年現在)

### 背番号
- 21 （1959年 - 1962年）
- 26 （1963年）
- 2 （1964年）
- 21 （1965年 - 1967年）
- 7 （1968年 - 1974年）
- 44 （1975年）